# Jan Farský
Jan Farský (* 11. července 1979 Turnov) je český právník a politik, od července 2024 poslanec Evropského parlamentu, v letech 2010 až 2022 poslanec Poslanecké sněmovny PČR, od dubna 2019 místopředseda hnutí STAN (v letech 2019 až 2022 první místopředseda), v letech 2008 až 2010 a opět 2016 až 2018 zastupitel Libereckého kraje, v letech 2006 až 2014 starosta města Semily. Od 2023 ředitel think-tanku iSTAR.[zdroj?]

## Osobní život
Vystudoval Gymnázium Ivana Olbrachta v Semilech a Právnickou fakultu Masarykovy univerzity v Brně, promoval v roce 2002 a získal titul Mgr.
První pracovní zkušeností Jana Farského byla pozice právníka na Městském úřadě v Semilech. Po více než roce přešel do advokátní kanceláře, pak se od 4. srpna 2004 do 25. dubna 2005 stal poradcem místopředsedy vlády Stanislava Grosse pro ekonomiku Martina Jahna. Poté pracoval ve společnosti Škoda Auto v oddělení pro vztahy s veřejnými institucemi.
Od svých jedenácti let se věnuje skautingu, od roku 2013 je vedoucím skautského střediska v Semilech. Má rád cestování (Kanada, USA a částečně Mexiko, jezero Bajkal, Evropa). K jeho dalším zálibám patřil do vážného úrazu paragliding, dále pak čtení, vycházky do přírody, jízda na kole a lyžování.
Jan Farský je ženatý a vychovává čtyři děti.[zdroj?]

## Politické působení

### Komunální politika
Do politiky vstoupil ve 23 letech, kdy byl v roce 2002 zvolen do zastupitelstva obce Semily. O čtyři roky později se již jako lídr jím založeného uskupení Volba pro Semily stal starostou města. Směřování města z této funkce ovlivňoval osm let. Po prvním volebním období jím vedená kandidátka získala 46,44 %  Rok před volbami v roce 2014 oznámil, že o místo starosty znovu usilovat nebude. V březnu 2015 se stal semilským radním.
V komunálních volbách v roce 2018 obhajoval jako člen hnutí STAN post zastupitele města Semily na kandidátce subjektu „Volba pro Semily“. Získal sedmý nejvyšší počet preferenčních hlasů ze 168 kandidátů a skončil jako 1. náhradník. Na začátku dubna 2021 nastoupil do zastupitelstva jako náhradník. Na mandát rezignoval v lednu 2022.
V komunálních volbách v roce 2022 kandidoval do zastupitelstva Semil z posledního 21. místa kandidátky subjektu „Volba pro Semily“, dostalo se ale jen prvních sedm kandidátů (tj. SLK a nezávislí kandidáti).

### Krajská politika
V roce 2008 spoluzakládal hnutí Starostové pro Liberecký kraj, kterému zpočátku (2008–2009) předsedal. Od listopadu 2009 působil v hnutí jako místopředseda. Hnutí opustil v roce 2017, když přijal pozici celostátního lídra Starostů a nezávislých ve volbách do Poslanecké sněmovny.
Od roku 2008 působil jako krajský zastupitel v zastupitelstvu Libereckého kraje, po zvolení poslancem ale na svůj post rezignoval a v dalších volbách v roce 2012 do krajského zastupitelstva nekandidoval. Znovu kandidoval až v krajských volbách v roce 2016, kdy byl za SLK opět zvolen zastupitelem. Na mandát však vzhledem k pracovnímu vytížení v lednu 2018 opět rezignoval.

### Poslanecká sněmovna
Ve volbách do Poslanecké sněmovny PČR se v roce 2010 stal členem dolní komory českého parlamentu. Na kandidátce TOP 09 figuroval až na posledním 17. místě a díky 3 425 preferenčním hlasům se dostal do vrcholové politiky. Mandát poslance obhájil (získal 15,92 % preferenčních hlasů) i ve volbách v roce 2013, kdy byl lídrem kandidátky TOP 09 s podporou Starostů pro Liberecký kraj. Od roku 2013 zastával pozici místopředsedy ústavně-právního výboru Poslanecké sněmovny a od roku 2010 byl členem Parlamentního shromáždění NATO. Od roku 2017 byl také členem výboru pro evropské záležitosti.
Hlavními oblastmi, kterými se Jan Farský zabýval, byly transparentnost veřejné sféry, zprůhlednění veřejných zakázek, snižování regionálních rozdílů, exekuce a podpora spolkové činnosti. Již v červnu 2012 podal návrh zákona o registru smluv, který byl nakonec schválen na konci roku 2015 a stal se Zákonem roku. Od poloviny roku 2017 je tak nezveřejněná smlouva, kterou uzavře stát, neplatná.
Farský se mj. podílel nad zdaněním hazardu a posílil pravomoc obcí k omezení VHP (výherní hrací přístroj). Od roku 2019 opakovaně navrhoval zákon o přesunu vybraných státních institucí z hlavního města do regionů. Poslanecká sněmovna schválila v roce 2020 jeho návrh na podporu dobrovolníků pracujících s mládeží. Od roku 2021 tak mají vedoucí táborů a trenéři mládežnických sportovních týmů možnost 5 dní dovolené navíc. Prosadil také prodloužení platnosti posouzení zdravotní způsobilosti pro děti z jednoho na dva roky. Stál za zrušením povinnosti dokládání papírových fotek pro vyřízení řidičských průkazů.
Ve volbách do Poslanecké sněmovny PČR v roce 2017 byl celorepublikovým lídrem hnutí STAN a lídrem kandidátky v Praze. Hnutí STAN se tak dostalo do Poslanecké sněmovny poprvé a dosud (2024) naposled, samostatně. Jan Farský získal 5 269 preferenčních hlasů a poslanecký mandát obhájil. Dne 23. října 2017 byl zvolen předsedou Poslaneckého klubu STAN.
Dne 13. dubna 2019 byl na X. republikovém sněmu zvolen 1. místopředsedou hnutí STAN, jakožto jediný kandidát získal 93 % hlasů. Na konci srpna 2021 tento post obhájil, když jako jediný kandidát získal 94 % hlasů přítomných delegátů. Na mimořádném sjezdu hnutí v červenci 2022 v Hradci Králové se rozhodl funkci 1. místopředsedy neobhajovat. Byl však zvolen řadovým místopředsedou hnutí.
Ve volbách do Poslanecké sněmovny PČR v roce 2021 byl z pozice člena hnutí STAN lídrem kandidátky koalice Piráti a Starostové v Libereckém kraji a byl znovu zvolen poslancem. Následně se znovu stal i předsedou Poslaneckého klubu STAN, aby jako jediný zkušený poslanec bez vládního angažmá vedl vyjednávání o složení sněmovny.
Dne 10. ledna 2022 oznámil, že získal prestižní Fulbrightovo stipendium a chystá se odjet na půlroční stáž na Oregon State University. Farský v návaznosti na oznámení rezignoval na post předsedy poslaneckého klubu a ohlásil, že po dobu nepřítomnosti bude odevzdávat plat na charitu a v případě potřeby na hlasování podle dohody s premiérem případně přiletí. Téma projektu, na který mu bylo uděleno stipendium znělo "How to Transform 250 Years of U.S. Federalism into a Road Map for the Next 25 Years of the EU? Possible Uses of the U.S. Experience with Federalism in the European Context".[zdroj?]
Ponechání mandátu po dobu stáže stihla silná kritika. A tak po projednání v předsednictvu hnutí STAN 19. ledna 2022 souhlasil, že se vzdá poslaneckého mandátu, aby nekomplikoval jednání vlády a klubu STAN. Farský i přes rezignaci uvedl, že si stále myslí, že je povinností politika zvyšovat svou kvalifikaci ke službě republice, že je přesvědčen, že nás čekají náročné výzvy a je třeba na ně být připraven. „V dobré víře jsem se rozhodl usilovat o vědomosti, nadhled, kontakty, které bych ve zbylých 3,5 letech mandátu vysoce zúročil,” uvedl. Připomněl, že se chtěl účastnit klíčových hlasování ve Sněmovně a téma jeho stáže je bezpečnost a akceschopnost EU.
Ve Sněmovně jej nahradila Jarmila Levko, když dne 15. února 2022 složil mandát poslance přímo ve Sněmovně. Po návratu ze stáže pracoval od září 2022 do ledna 2023 v rodinném knihkupectví.
V únoru 2023 jej oslovil zvolený prezident ČR Petr Pavel s nabídkou o spolupráci s tím, že by měl na starosti z titulu poradce otázky domácí politiky. Nabídku však po zvážení odmítl a rozhodl se zůstat v aktivní politice.
V květnu 2025 obhájil na celostátním sněmu hnutí funkci místopředsedy hnutí STAN.

### Evropský parlament
V lednu 2023 byl zmíněn jako možný kandidát na eurokomisaře. Ve volbách do Evropského parlamentu v červnu 2024 kandidoval jako člen hnutí STAN na 2. místě kandidátky koalice „Starostové a osobnosti pro Evropu“ (tj. STAN, SLK a nezávislí). Získal 44 503 preferenčních hlasů a stal se tak spolu s Danuší Nerudovou europoslancem. Od července 2024 je v Evropském parlamentu členem Výboru pro průmysl, výzkum a energetiku (ITRE).

### Ostatní
Od roku 2013 je Jan Farský členem správní rady mezinárodní neziskové organizace Aspen Institute Central Europe a Fóra Karla Schwarzenberga.
V roce 2014 založil platformu Starostové starostům, díky které si komunální politici bez rozdílů politického smýšlení sdílejí zkušenosti ze svých měst. Od jejího vzniku bylo uspořádáno již několik seminářů, které jsou hojně navštěvovány a to nejenom starosty měst a obcí.
Jan Farský stojí za myšlenkou vybudovat v bývalém vojenském prostoru Ralsko Skautskou rezervaci.

## Ceny a anticena
V roce 2013 byl vybrán do programu International Visitor Leadership Program (IVLP) a absolvoval třítýdenní cestu po institucích v USA na téma Accountability and Responsibility.
V říjnu 2014 byl s dalšími 13 českými osobnostmi vybrán mezi sto nejlepších inovátorů ze zemí střední a východní Evropy. Iniciativa New Europe 100 byla vytvořena polským časopisem Res Publica ve spolupráci s deníkem Financial Times, Mezinárodním visegrádským fondem a firmou Google.
Je laureátem Ceny PŘÍSTAV, kterou mu v roce 2015 udělila Česká rada dětí a mládeže. Pravidelně se účastní jako host Ekonomického fóra v polské Krynici.[zdroj?]
Je nositelem skautského ocenění Medaile Merkura zlatého stupně (2020) a vyznamenání Stříbrné Syrinx (2021).[zdroj⁠?!]
V Ceně českého Internetu Křišťálová Lupa (2011) v kategorii Anticena skončil na prvním místě „přílepek loterijního zákona o cenzuře internetu poslance Farského.“ Identické znění vládního zákona bylo paradoxně schváleno v roce 2018.[zdroj?]

## Kontroverze
V lednu 2022 oznámil získání stipendia Fulbrightovy komise na svůj projekt „How to Transform 250 Years of U.S. Federalism Into a Road Map for Next 25 Years of EU?“ (Jak transformovat 250 let amerického federalismu v plán EU pro příštích 25 let?) a odlet na půlroční pobyt na Oregon State University a oznámil také svou rezignaci na post šéfa poslanců hnutí STAN a úmysl nevzdat se mandátu poslance a zasílat svůj poslanecký plat neziskovým organizacím: „V případě zásadního hlasování, které by vyžadovalo mou osobní přítomnost, kdykoliv přiletím zpět.” Svého poslaneckého mandátu se vzdal týden po odletu do Spojených států, na nátlak opozice a později i koalice a výzvě hnutí STAN, návratem do Čech a osobním složením mandátu v Poslanecké sněmovně 15. února 2022. Nahradila jej ekonomka a politička Jarmila Levko.
V dubnu 2025 zveřejnil Farský komentář, v němž označil Green Deal za „Security Deal“ a varoval, že jeho rušení by znamenalo posilování energetické závislosti na autoritářských režimech, zejména Rusku. Podle něj „kdo ho chce rušit, jde na ruku Rusku“. Na výrok reagoval Ondřej Krutílek polemikou, v níž Farského postoj kritizoval jako diskreditaci legitimních kritiků klimatické politiky EU. Uvedl, že dělat z kritiků Green Dealu automaticky zastánce kremelského režimu je opravdu mimo mísu a že samotný Green Deal dnešní Evropu opravdu silnější nedělá.